# Philinoglossidae
Philinoglossidae is een familie van weekdieren uit de klasse van de Gastropoda (slakken).

## Geslachten
- Abavopsis Salvini-Plawen, 1973
- Philinoglossa Hertling, 1932
- Pluscula Er. Marcus, 1953
- Sapha Marcus, 1959